# Diomedes (thrakisk kung)
Diomedes var en thrakisk kung i grekisk mytologi som höll sig med vilda hästar som föddes upp med människokött.
Diomedes förekommer i berättelsen om Herakles åttonde storverk, där Herakles rövade bort kungens hästar och förde dem till Mykene. Vid den strid som uppstod när han fångade hästarna dödade han Diomedes och kastade kroppen som föda åt hästarna. Den grekiske hjältens vän Abderos blev även under striden söndersliten och uppäten av djuren. Herakles sörjde honom mycket och grundade på platsen staden Abdera till hans ära.